# Новијал
Новијал (novial, скраћени облик од Nov IAL (international auxiliari lingue), т. ј. нови међународни помоћни језик) плански језик сачинио га је познати дански лингвиста  Ото Јесперсен  (Otto Jespersen) 1928. да би послужио као међународни помоћни језик. Јесперсен је у почетку био есперантиста и радио је као члан делегације за избор међународног помоћног језика IALA до  1907, када се појавио  Идопројект. Затим је Јесперсен радио у Идо покрету, док се овај након рата није распао. Јасперсен је за овај фијаско окривио квалитет језичког пројекта „Идо“, и тада приступа изради сопственог пројекта, каније названог „Новијал“.
Након Идо пројекта језички пројект  Оксидентал (Occidental) задобија популарност код присталица као натуралистички језички пројект. Језички пројект Јасперсена, по угледу на Оксидентал, тежио је природности али и једноставности граматике као код есперанта. Ипак он прави и неке измене у граматичким завршецима н. п. р:.
-o именица, мушки род 

-a именица, женски род 

-e Именица, средњи род

-um именица (апстрактно) 

-i придев

-u прилог 

-im прилог (из придевске основе)
Јесперсен употребљава завршетак -d за is-глаголе. Он такође дозвољава речце: sal за os  глаголе, did за is-глаголе.
Јесперсен је затим вршио мале измене у језику почрв од 1934. али активност на том пројекту изчезава са смрћу аутора 1943. Затим  1997. група ентузијаста покушава да оживи пројект преко интернета, када почињу дискусије о променама у језику. Група практикује овај језик преко Yahoo Groups! (видети ниже).
Бројеви (1-10): un, du, tri, quar, sink, six, set, ot, nin, dek.

## Примери

### Оченаш
Nusen Patro kel es in siele,

mey vun nome bli sanktifika,

mey vun regno veni,

mey vun volio eventa sur tere kom in siele.

Dona a nus disidi li omnidiali pane,

e pardona a nus nusen ofensos

kom anke nus pardona a nusen ofensantes,

e non dukte nus en li tento

ma fika nus liberi fro li malum.

### О Заменхофовим предлозима за измене 1894
:Новијал:Com es ja mentionat, lo en 1894, quand esperanto esed nur 7 yares oldi, had proposit un serie de ampli reformes; plures de les congruad cun li plu tardi ido: abolitione del supersignisat literes, chanja del stranji "corelatives", plurale en -i insted -oj, li adjective nonchanjat. Ma lo haved samitem altri min bonim trameditati propositiones, e li accepta del rationalis fid desfacilisat per ke on non votad pri chaki detale isolat, ma nur blokim. Li resulte esed 157 votes por li nonchanjat lingue contre 93 por li chanjas da Zamenhof (ultre dises venid 11 e 3 por medi- propositiones). Zamenhof enuntiad tand tre prudentim ke un grupe tant micri non poved fixisa li lingue por eterni tempes.
Превод: Као што смо нагласили током  1894, када је есперанто био 7 година стар предлагали су мноштво широкозахватних реформи; највећим делом прихваћене код пројекта Идо: избацивање капичастих слова, измена „необичних“ корелатива, Множина на “i” уместо “oj”, заменице непроменљиве. Али се притом појавили и мање добри предлози, и прихватање рационализирања је заустављено. Резултат је био 157 гласова против промена насупрот 93 за промене дате од Заменхофа (такође је било 11 неважећих и 3 за средња решења). Заменхов је притом резигнирано казао да тако мала групица не може детерминисати и фиксирати овај језик заувек.
- An International Language Otto Jespersen (1928)
- Novial Lexike Otto Jespersen (1930)
- Novial Wiki Book
- Novial Discussion Group Архивирано на веб-сајту  (21. јун 2006): Novial discussion group at Yahoo!